# Jošanička Banja
Jošanička Banja (cyr. Јошаничка Бања) – miasteczko w Serbii, w okręgu raskim, w gminie Raška. W 2011 roku liczyło 1036 mieszkańców.